# Ben Davis
Ben Davis é um diretor de fotografia britânico.